# Hamirpur (Uttar Pradesh)
Hamirpur (Hindi: हमीरपुर, Urdú: حمیر پور) és una ciutat i municipalitat de l'Índia a l'estat d'Uttar Pradesh, capital del districte d'Hamirpur, situada a 25° 57′ N, 80° 09′ E / 25.95°N,80.15°E. Al cens del 2001 la població de la ciutat era de 32.035 habitants. El 1872 tenia 7.007 habitants; el 1881 eren 7.155; i el 1901 de 6.721.

## Llocs interessants
- Arbre Kalpavriksha, arbre de 5000 anys
- Sangameshwar, lloc on es troben els rius Yamuna i Betwa a uns 9 km de la ciutat i es veuen els diferents colors de les dues aigües.

### Temples
- Shingh Maheshwar a Merapur/Bhilawa
- Chaura Devi a la vora del Yamuna.
- Temple de Pataleshwar dedicat a Xiva
- Meher Baba a Meher Puri.
- Gayathri Dham, a la ciutat
- Devadas Mandir, prop del mercat Subhash

## Història
El fundador fou Hamir Deo o Hamira Deva, un rajput karchuli expulsat d'Alwar pels musulmans. Sota Akbar el Gran fou per primer cop capital d'una pargana; va tenir poca importància però el 1821 els britànics la van escollir com a capital de districte. A la ciutat hi ha les ruïnes del fort construït per Hamir Deo i algunes tombes musulmanes; la resta de monuments són temples.